# Sarcopyrenia
Sarcopyrenia Nyl. (śmiglica) – rodzaj workowców. Ze względu na współżycie z glonami zaliczany jest do grupy porostów. W Polsce występuje jeden gatunek.

## Systematyka i nazewnictwo
Pozycja w klasyfikacji według Index Fungorum: Incertae sedis, Incertae sedis, Incertae sedis, Sordariomycetes, Pezizomycotina, Ascomycota, Fungi.
Synonimy: Sarcopyreniomyces Cif. & Tomas., Sarcopyreniopsis Cif. & Tomas.
Nazwa polska według W. Fałtynowicza.

## Niektóre gatunki
- Sarcopyrenia baetica Nav.-Ros. & Hladún 2009
- Sarcopyrenia beckhausiana (J. Lahm) M.B. Aguirre, Nav.-Ros. & Hladún 1990
- Sarcopyrenia calcarea Lendemer & R.C. Harris 2013
- Sarcopyrenia cylindrospora (P. Crouan & H. Crouan) M.B. Aguirre 1990
- Sarcopyrenia gibba Nyl. 1856 – śmiglica nabrzmiała
- Sarcopyrenia lichinellae Nav.-Ros. & Hladún 2009
- Sarcopyrenia pluriseptata Nav.-Ros. & Cl. Roux 2009

Nazwy naukowe na podstawie Index Fungorum. Uwzględniono tylko taksony zweryfikowane. Nazwy polskie według W. Fałtynowicza.